# Fritz Hirsch (Schauspieler)
Fritz Hirsch (* 11. Mai 1888 in Mannheim; † 10. Juni 1942 in KZ Gusen I (Mauthausen)) war ein deutscher Schauspieler und Theaterleiter.

## Leben
Hirsch begann seine berufliche Laufbahn 20-jährig am Actientheater im neumärkischen Landsberg an der Warthe. Über Stendal und Königsberg, wo er drei Spielzeiten bis kurz vor Ausbruch des Ersten Weltkriegs am Neuen Schauspielhaus wirkte, kam Hirsch 1914 nach Hamburg, um einem Engagement ans Thalia Theater bzw. im Jahr darauf ans Stadttheater nachzukommen. 1920 kam Fritz Hirsch erstmals nach Berlin. Bis 1927 wirkte er am dortigen Staatstheater, dem Schauspielhaus Berlin sowie dem Künstlertheater. Sporadisch trat Hirsch in dieser Zeit auch vor Filmkameras (wie etwa 1922 in Carl Wilhelms Nestroy-Adaption Der böse Geist Lumpaci Vagabundus – ausgerechnet an der Seite des Schauspieler-Kollegen Otto Laubinger, dem späteren ersten Präsidenten der NS-Reichstheaterkammer – und im selben Jahr mit der Hauptrolle des Mayer Amschel Rothschild sr. in Erich Schönfelders Die fünf Frankfurter nach einem Bühnenstück von Carl Rössler).
1928 ging er für vier Jahre nach Den Haag, um an der Princesse Schouwburg ein eigenes Programm aufzuziehen. Im Jahr darauf (1929) gründete er in derselben Stadt die sogenannte Fritz-Hirsch-Operette. 1932 holte ihn ein Angebot, am Schillertheater die Direktion und Oberspielleitung zu übernehmen, in die deutsche Hauptstadt zurück. Wenige Monate darauf, im Februar 1933, und einhergehend mit der Machtübergabe an die Nationalsozialisten wurde Fritz Hirsch aus seinem Amt wieder entfernt. Er floh daraufhin aus Deutschland und kehrte in die Niederlande zurück, wo er eine eigene Schauspieltruppe auf die Beine stellte. Mit dem mittlerweile im Dritten Reich erfolgreich arbeitenden Johannes Heesters, der für die Hauptrolle in der Operette Gräfin Mariza in seine alte Heimat zurückkehrte, konnte Hirsch 1938 einen großen Star verpflichten.
In Holland wurde Hirsch von deutschen Stellen nach der Besetzung des Landes am 29. Juni 1941 verhaftet und im Gefängnis von Scheveningen interniert. Gut vier Monate darauf erfolgte seine vorübergehende Freilassung. Wenig später wurde Hirsch erneut verhaftet und am 12. November 1941 in das KZ Sachsenhausen deportiert. Von dort erfolgte am 19. Mai 1942 seine Überstellung in das (im heutigen Österreich gelegene) KZ Mauthausen. Schließlich deportierte man Hirsch in das KZ-Außenlager Gusen, wo der im Steinbruch Schwerstarbeit verrichtende Häftling Nr. 9831 drei Wochen darauf (vermutlich an völliger Erschöpfung) verstarb – offizielle Todesursache: Coronar-Arteriosklerose. 
Hirschs Söhne Gerd (Jahrgang 1918) und Frank (Jahrgang 1926) kamen ebenfalls in Konzentrationslagern um; der ältere wie sein Vater in Mauthausen (evtl. auch in Auschwitz), der jüngere in Auschwitz. Auch Fritz Hirschs Bruder Josef starb einen gewaltsamen Tod, er kam Ende Mai 1942 im KZ Flossenbürg ums Leben.

## Filmografie
- 1922: Die fünf Frankfurter
- 1922: Der böse Geist Lumpaci Vagabundus
- 1922: Die Heimkehr des Odysseus
- 1927: Das Fräulein von Kasse 12